# Fænø Kalv
Fænø Kalv er en 4,3 hektar stor moræneø midt i Lillebælt mellem Fænø og Stenderupskoven.
På øen er der etableret et stort forsvarsværk i form af skanser anlagt under Første Karl Gustav-krig. I dag findes der kun enkelte rester af forsvarsværket, skanserne er dog rimeligt bevaret.
Øen er fredet.